# Plain Old Documentation
Plain Old Documentation (POD) ist eine vereinfachte Auszeichnungssprache, die 1994 von Larry Wall mit Perl 5 eingeführt wurde, um Dokumentation in den Quelltext von Perl-Programmen einzufügen.

## Eigenschaften von POD
POD ist eine einfache Sprache in mehrerer Hinsicht:
- einfach zu schreiben (für den Autor)
- leicht lesbarer Quellcode
- leicht zu parsen
- leicht in andere Sprachen und Formate umzuwandeln – etwa in UNIX-Manpages, LaTeX, troff oder HTML
- einfach, Quellcode darin unterzubringen

## Verbreitung
POD ist die meistbenutzte Sprache, um Perlprogramme und -module zu dokumentieren, Perl selbst eingeschlossen, und ist auch Standard für die Dokumentation der Module im CPAN.

## Beispiel-Dokument
Das folgende Dokument demonstriert die Verwendung aller Sprachelemente.
```
 
=
pod

 
=
encoding
 
UTF
-
8

 
=
head1
 
TITEL

 
podsample
 
-
 
A
 
sample
 
POD
 
document

 
=
head1
 
ZUSAMMENFASSUNG

     
$here
->
isa
(
Piece::Of::
Code
);

     
print
 
<<
"END"
;

     
Dieser
 
eingezogene
 
Block
 
wird
 
nicht
 
nach
 
Formatierungsanweisungen

     
durchsucht
 
und
 
Leerzeichen
 
bleiben
 
erhalten
.

     
END

 
=
head1
 
BESCHREIBUNG

 
Hier
 
steht
 
normaler
 
Text
,
 
Es
 
folgen

 
B
<fett>
,
 
I
<kursiv>
,

 
S
<
langer
 
Text
 
ohne
 
Zeilenumbruch
>
,

 
C
<$code>
 
(
formatierter
 
Quellcode
),

 
E
<Sonderzeichenname>
,
 
F
<Dateiname>
,

 
L
<Labeltext|Linkadresse>
,
 
X
<Indexeintrag>
.

 
Z
<
Zeichen
 
ohne
 
Breite
>

 
=
head2
 
Eine
 
Liste

 
=
over
 
4

 
=
item
 
*
 
mit
 
Blickfangpunkten
.

 
=
item
 
*
 
noch
 
ein
 
Punkt
.

 
=
back

 
=
begin
 
html

 
<
img
 
src
=
"fig1.png"
 
align
=
"right"
 
alt
=
"Figure 1."
 
/>

 
<p>

     
Hier
 
ist
 
etwas
 
eingefügter
 
HTML
-
Code
.
 
Dieser
 
Block
 
kann

     
Bilder
 
beinhalten
,
 
und
 
alles
 
was
 
du
 
sonst
 
noch
 
so
 
mit

     
HTML
 
tun
 
kannst
.
 
POD
 
parser
 
die
 
kein
 
HTML
 
ausgeben
 
werden

     
dies
 
vollständig
 
ignorieren
.

 
</p>

 
=
end
 
html

 
=
head1
 
SIEHE
 
AUCH

 
L
<perlpod>
,
 
L
<perldoc>
,
 
L
<Pod::Parser>
.

 
=
head1
 
COPYRIGHT

 
Copyright
 
2005
 
J
.
 
Random
 
Hacker
 
<jrh@example.org>
.

 
Permission
 
is
 
granted
 
to
 
copy
,
 
distribute
 
and
/
or
 
modify
 
this

 
document
 
under
 
the
 
terms
 
of
 
the
 
GNU
 
Free
 
Documentation

 
License
,
 
Version
 
1.2
 
or
 
any
 
later
 
version
 
published
 
by
 
the

 
Free
 
Software
 
Foundation
;
 
with
 
no
 
Invariant
 
Sections
,
 
with

 
no
 
Front
-
Cover
 
Texts
,
 
and
 
with
 
no
 
Back
-
Cover
 
Texts
.

 
=
cut

```

## Werkzeuge
Die folgenden Werkzeuge verarbeiten POD:
pod2html
erzeugt html aus POD
pod2latex
generiert LaTeX aus POD
pod2man
macht Manpages aus POD
pod2text
einfacher Text aus POD
pod2usage
druckt usage:-Zeile aus eingebettetem POD
pod2wiki
verwandelt POD in verschiedene Wikiformate, darunter auch mediawiki
podchecker
Syntaxchecker für POD
podselect
druckt ausgewählte Abschnitte aus POD auf stdout
Weitere Werkzeuge wie Pod:ProjectDocs können die Dokumentation ganzer Projekte automatisiert beispielsweise nach HTML wandeln

## Ähnliche Werkzeuge
- Javadoc
- Doxygen
- Natural Docs
- PhpDocumentor
- Sphinx